# برايان مور (سياسي)
برايان مور (بالإنجليزية: Brian Moore)‏ هو سياسي أمريكي، ولد في 8 يونيو 1943 في أوكلاند في الولايات المتحدة. حزبياً، نشط في الحزب الاشتراكي للولايات المتحدة.